# Wilhelm Friedrich Ernst Bach

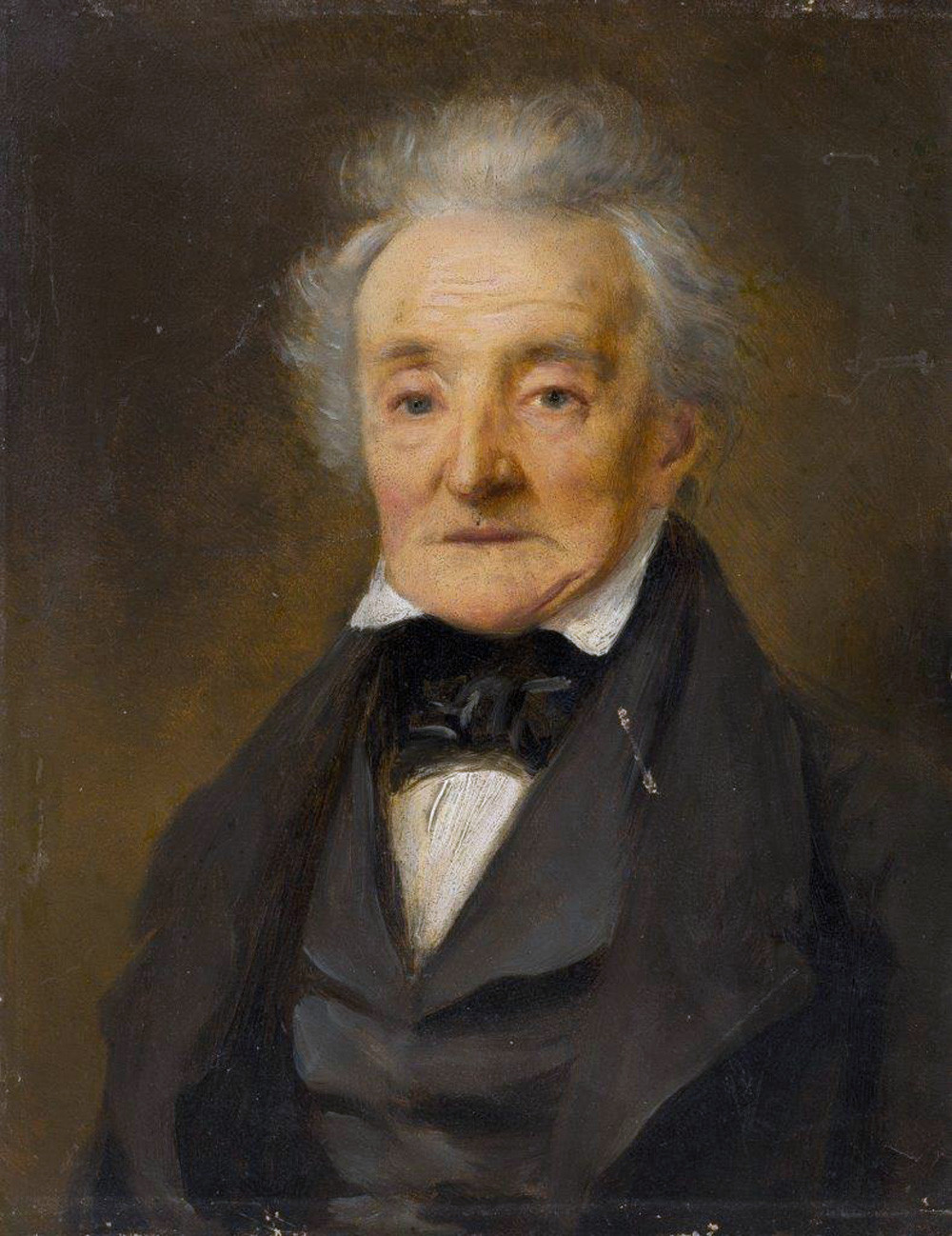
Wilhelm Friedrich Ernst Bach

Wilhelm Friedrich Ernst Bach, född 24 maj 1759 i Bückeburg, Niedersachsen, Tyskland, död 25 december 1845 i Berlin, var en tysk kompositör och musikpedagog. Han var son till Johann Christoph Friedrich Bach och ende sonson till Johann Sebastian Bach. Han skrev musik i skilda genrer och var en eftersökt musikpedagog. Han levde länge nog att uppleva Bach-renässansen på 1800-talet. Han hade tre barn, två döttrar och en son som dog som barn, och med honom dog ättelinjen från den stora musikersläkten Bach ut.